# James R. Ballantyne
Pour les articles homonymes, voir Ballantyne.
James Robert Ballantyne (1813–1864) est un orientaliste écossais. 

## Biographie
De 1832 à 1845, il est maître à l'Académie navale et militaire écossaise d'Édimbourg, où il enseigne le persan, l'hindi et l'arabe aux futurs officiers de la Compagnie des Indes orientales. À partir de 1845, il est surintendant du Collège sanskrit (Bénarès) à Varanasi (alors connu sous le nom de Bénarès). Il se rend en Angleterre en 1861 où il est élu bibliothécaire du India Office.
Ballantyne publie des grammaires du sanskrit, de l'hindi (2e édition, 1868) et du marathi, et publie une édition du Laghukaumudi de Varadarāja 1849-52 et la première partie du Mahabhashya de Patañjali en 1856, ouvrant pour la première fois la tradition grammaticale indienne indigène à un public universitaire européen plus large.

## Publications
- Hindustani Grammar and Exercises, 1838
- Mahratta Grammar, 1839
- Elements of Hindu and Braj-Bhaka Grammar, 1839
- Hindustani Selections, 1840
- Pocket Guide to Hindustani Conversation, 4e éd. 1841
- Persian Calligraphy, 2e éd. 1842
- Practical Oriental Interpreter 1843
- Catechism of Sanskrit Grammar, 2e éd. 1845
- A Synopsis of Science from the Stand-point of the Nyáya Philosophy 1852
- Christianity Contrasted with Indian Philosophy, 1859
- First Lessons in Sanskrit Grammar,, 3e éd. 1862
- The Sankhya Aphorisms of Kapila, 1885